# 156 a.C.
Il 156 a.C. (CLVI a.C. in numeri romani) è un anno  del II secolo a.C.

## Nati
- 10 agosto - Han Wudi, imperatore cinese († 87 a.C.)